# Мохноногая сумчатая мышь
Мохноногая сумчатая мышь, или сумчатая мышь Томаса (лат. Sminthopsis hirtipes) — вид из рода узконогих сумчатых мышей семейства хищные сумчатые. Эндемик Австралии.

## Распространение
Обитает в засушливых и полузасушливых районах Австралии от штата Западная Австралия до западной части Квинсленда, с небольшой популяцией на полуострове Эйр. В прошлом обитала на острове Бернье. Естественная среда обитания — песчаные равнины, дюны, редколесья, местности, покрытые кустарником, сообщества ксероморфных трав, образующих изолированные кочки.

## Внешний вид
Длина тела с головой колеблется от 70 до 85 мм, хвоста — от 75 до 95 мм. Вес взрослой особи — от 14 до 20 г. Волосяной покров короткий, густой и мягкий. Спина от желтовато-бурого до серо-бурого цвета. Брюхо окрашено в светло-серый или белый цвет. Морда вытянутая, заострённая. Уши большие, треугольные. Лапы широкие и длинные, подошвы покрыты шерстью (вероятно, она помогает устойчиво передвигаться по песку). Как и у ряда других представителей рода у мохноногой сумчатой мыши в хвосте присутствуют жировые отложения (ввиду этого основание хвоста утолщено).

## Образ жизни
Ведут наземный, одиночный образ жизни. Активность приходится на ночь. Питаются преимущественно насекомыми, а также мелкими беспозвоночными.

## Размножение
Биология вида изучена мало. Самки, вырабатывающие молоко, отлавливались в феврале-апреле. Ввиду этого вероятно, что период размножения приходится на летний сезон. Количество сосков у самки — 6. Соски окружены сумкой.